# Top 40 Hitdossier
Top 40 Hitdossier is een Nederlands radioprogramma van Omroep MAX op NPO Radio 5 dat vanaf 4 januari 2023 elke vrijdag wordt uitgezonden door Erik de Zwart. Wekelijks staat een hitlijst van de Nederlandse Top 40 uit het verleden centraal.

## Achtergrond
De titel Hitdossier is een ingeburgerde term in de mediawereld, hoewel hij officieel niet zonder toestemming van de Stichting Nederlandse Top 40 gebruikt mag worden. Verschillende lokale omroepen hebben programma's met de titel Hitdossier. Rob Stenders wilde in 2004 bij Yorin FM een programma uitzenden onder de titel Stenders' hitdossier, maar dat mocht niet. Stenders veranderde de titel in Stenders' popdossier. Radio Veronica zond vanaf september 2004 tot oktober 2006 het programma Veronica's Top 40 hitdossier uit, waarin elke werkdag tussen 19:00 en 21:00 uur twee Top 40-lijsten uit de jaren 70, 80 en 90 werden behandeld. Het programma werd gepresenteerd door Peter Teekamp. Vanaf september 2008 tot en met december 2016 presenteerde De Zwart op Radio Veronica hetzelfde programma onder de naam Veronica Top 40 hitdossier (verschil van één letter met de naam van het programma van Peter Teekamp).